# Sergio Peter
Sergio Mario Peter (* 12. Oktober 1986 in Mannheim) ist ein ehemaliger deutscher Fußballspieler. Er spielte vorrangig im linken Mittelfeld.

## Karriere
Peter begann seine Laufbahn als E-Jugendlicher beim TSV Mannheim-Schönau. Aus der B-Jugend des SV Waldhof Mannheim kam er an die Youth Academy Brockhall, die Nachwuchsakademie der Blackburn Rovers. Im ersten Halbjahr 2005 liehen ihn die Engländer für ein halbes Jahr zum belgischen Erstdivisionär Cercle Brügge aus. Anfang der Saison 2005/2006 erhielt er in Blackburn einen Profi-Vertrag.
In der zweiten Mannschaft der Rovers hatte Peter deren Trainer, den ehemaligen Bayern-Spieler Mark Hughes, beeindruckt. Der stellte ihn am 7. Januar 2006 zum ersten Mal in der ersten Mannschaft auf, in der dritten Runde des FA Cup gegen Queens Park Rangers. Blackburn gewann 3:0, Peter gab zu allen drei Toren die Vorlagen und wurde zum Man of the Match („Spieler des Spiels“) gewählt. Am 25. Februar 2006 hatte er beim 2:0-Sieg gegen den AFC Sunderland seinen ersten Einsatz in der Premier League. Im September 2006 machte Peter für Blackburn gegen den FC Red Bull Salzburg sein erstes Spiel im UEFA-Pokal. Im Mai 2007 unterschrieb er bei den Engländern einen neuen Dreijahresvertrag.
Peter wechselte im Januar 2009 zu Sparta Prag. Während des Rückfluges aus dem Trainingslager aus Hongkong im Sommer 2009 erlitt Peter an Bord des Flugzeuges einen Kollaps. Grund dafür war wahrscheinlich die körperliche Beanspruchung im Trainingslager, wo Peter in zwei Wochen zehn Kilogramm abgenommen hatte. Peter lag zwei Wochen im Krankenhaus und bekam Angstzustände, immer wieder zusammenbrechen zu müssen. Er verließ kaum das Haus und wollte ständig mit seiner Familie zusammen sein. Untersuchungen bescheinigten ihm körperlich wieder gesund zu sein, aber psychisch war Peter sehr labil. Der Verein glaubte ihm jedoch nicht und löste daher den Vertrag mit Peter nach nur einer halben Saison auf. Peter war vereinslos und wollte keinen Fußball mehr spielen.
Zum 1. September 2010 wechselte er zur SpVgg Neckarelz in die Oberliga Baden-Württemberg. Die Zusammenarbeit endete jedoch bereits nach einer Spielzeit. Gründe für die Trennung waren seine Probleme mit dem Übergewicht und den anhaltenden Angstzuständen.
Nach einer längeren Pause und einer Therapie wechselte Peter Ende Dezember 2012 zum VfR Bürstadt in die Gruppenliga Darmstadt. Dort wollte er sich fit machen und Spielpraxis sammeln, um in den Profifußball zurückzukehren. Außerdem trainierte er privat mit einem Personal Trainer an der Fitness und der Ernährung.